# Eperrais
Eperrais település Franciaországban, Orne megyében. Lakosainak száma 115 fő (2018. január 1.). Eperrais Le Pin-la-Garenne, Bellavilliers, Le Gué-de-la-Chaîne, Mauves-sur-Huisne, Saint-Martin-du-Vieux-Bellême és Saint-Ouen-de-la-Cour községekkel határos.

## Népesség
A település népességének változása:
| Lakosok száma | 114  | 115  | 115  | 115  |
|               | 2013 | 2015 | 2017 | 2018 |